# Tomba di Lohra
La tomba di Lohra (Tedesco: Steinkammergrab von Lohra) era un monumento megalitico ubicato appena fuori Lohra, vicino a Marburgo, Assia, Germania. Si tratta della sepoltura centro-europea meno nota del suo genere, probabilmente risaliva al neolitico, circa 3.000 anni prima di Cristo. Appartiene alle  tombe a galleria proprie della cultura Wartberg, ma differiva dalle altre per il suo ricco corredo di ceramiche.

## Scoperta e scavi
La tomba venne scoperta accidentalmente nel 1931 dall'agricoltore Jakob Elmshäuser mentre arava il suo campo ed incontrò un grosso ostacolo, il quale si rivelò essere un grande blocco di pietra arenaria di forma rettangolare, sito appena sotto la superficie. Venne contattato subito il professor Gero von Merhart, esperto di monumenti preistorici della zona del ritrovamento e il sito venne scavato dagli studenti dell'Università di Marburgo, sotto la direzione di Otto Uenze.

## Architettura del monumento
La camera rettangolare sotterranea misurava circa 5 x 2,2 metri, ma si restringeva leggermente verso la fine. Anche se mancavano la maggior parte delle pareti fu possibile ricostruirne la forma rettangolare dalle fondazioni. Le singole lastre raggiungevano una lunghezza che variava da 60 centimetri a 1 metro, 40 centimetri larghe e circa 80 centimetri alte. Il loro peso variava tra 800 e 1,000 kg.
La tomba era costituita da una grande stanza principale e da una piccola anticamera aperta separate da una grande lastra di arenaria con un foro circolare, simile a quello alla Tomba di Züschen. Si suppone che tali piccole aperture non servivano per il passaggio di cadaveri, ma possono rappresentare una simbolica apertura tra il mondo dei vivi e quello dei morti durante i rituali o cerimonie offertive svolte in anticamera. Di questa lastra forata solo un quarto era sopravvissuto. Il fondo della camera sotterranea principale era stato ricoperto con un piano di argilla di 3-5 centimetri di spessore. La tomba probabilmente possedette un tetto di legno e la presenza di molte pietre dentro e intorno alla camera probabilmente indica che fu originariamente coperta da un tumulo articificiale.

## Resti umani
In contrasto con gli altri tipi di sepoltura simili, i defunti in questo caso vennero cremati. Furono rinvenuti i resti di circa 20 persone tra cui uomini, donne e bambini.

## Ceramica
I defunti ebbero come corredo funebre molti vasi in ceramica, caratteristica unica tra le  tombe a galleria. Venti vasi furono posti sul pavimento della tomba e successivamente furono ricoperti dalle ceneri umane; tutti erano quasi perfettamente conservati. Furono rinvenute anche delle tazze decorate, simili a quelle rinvenute nella sepoltura di Züschen, e delle brocche impreziosite da maniglie e piedi d'appoggio; in più fu rinvenuta una grande ciotola a doppio cono decorata con motivi a semicerchio.

## Altri ritrovamenti
A parte la ceramica, fu rinvenuta un'ascia di serpentino molto ben fatta con un buco ovale, una lama ritoccata di ardesia e un piccolo pezzo di lamiera in bronzo di funzione sconosciuta la quale non può appartenere al momento storico in cui fu edificato il monumento. Altri reperti di origine animale sono anch'essi una peculiarità di questa sepoltura.

## Scomparsa della pietra di ingresso
La maggior parte dei rinvenimenti è conservata al Museo di Stato di Kassel dal 1931, ma tra questi non è compresa la pietra di ingresso che rimase nel podere di Jakob Elmshäuser per 36 anni. Nel 1967 si decise di porla come monumento al di fuori del municipio di Lohra, ma si scoprì che era stata da poco utilizzata come riempimento per le fondazioni di un edificio realizzato nell'azienda agricola.